# Myrmeleon (Myrmeleon) carolinus
Myrmeleon (Myrmeleon) carolinus is een insect uit de familie van de mierenleeuwen (Myrmeleontidae), die tot de orde netvleugeligen (Neuroptera) behoort. 
Myrmeleon (Myrmeleon) carolinus is voor het eerst wetenschappelijk beschreven door Banks in 1943.